# Cycas media
Cycas media es una especie de cícadas del género Cycas.

## Distribución
Esta especie es nativa de los bosques de Queensland, Australia, está ampliamente distribuida en Australia (desde la parte superior del Cabo York hasta Rockhampton, así como en algunas islas) y en Nueva Guinea.

## Descripción
Esta especie crece hasta los 27 m de altura, el diámetro puede alcanzar los 64 cm y no se ramifica. El color de las semillas es verde, pero cuando maduran es de color amarillo, miden entre 30 y 40 mm.
Todas las partes de la planta son sumamente tóxicas, sin embargo, las semillas son consumidas por los aborígenes, después de una cuidadosa preparación, para eliminar las toxinas.